# Кам'яниця Домажирська
Кам'яниця Домажирська (Домажирівська) (також кам'яниця Стефановичівська; конскрипційний № 119) — житловий будинок XVII століття, розташований в історичному центрі Львова, на вулиці Вірменській під № 15. Занесений 24 серпня 1963 року до Реєстру пам'яток архітектури України національного значення з охоронним номером 320 як пам'ятка архітектури.

## Історія
Будинок зведений у XVII столітті у стилі пізнього ренесансу, вперше згадується в 1630 році як кам'яниця Матіяса Якубовича. У 1630—1767 роках належала родині Домазерських, через це отримала назву Домажирська або Домажирівська (під такою назвою згадується у Списках платників податків 1767 року). У 1770-х роках будинок придбав Григорій Стефанович з вірменської родина Стефановичів, і в 1776 році перебудував кам'яницю, яка отримала нову назву — Стефановичівська. Після цієї перебудови кам'яниця набула ознак класицизму та рококо. У ХІХ ст. (в інших джерелах — у XVIII столітті) був добудований 4-й поверх, декор кам'яниці набув ознак стилю бідермаєр.
Станом на 1871 рік власником кам'яниці був Трауґотт Шольц, у 1889 році — Амалія Ґебгарт, у 1916 році — Юзеф Гуньковський, у 1934 році — Юзефа Гуньковська.

### Сьогодення
Згідно Постанови № 970 Ради Міністрів Української РСР від 24 серпня 1963 року будинок є пам'яткою архітектури і містобудування національного значення. Будинок житловий і перебуває у міській комунальній власності. На першому поверсі знаходиться кафе-бар «Хліб і вино».

## Опис кам'яниці
Кам'яниця Домажирська — це чотириповерховий житловий будинок з лаконічним вирішенням чільного фасаду. Збудований у стилі Ренесансу. Перебудований у XVIII та XIX ст. Прямокутний у плані, видовжений з півдня на північ, мурований із каменю та цегли. Кам'яниця зберігає схему дводільної кам'яниці доби Ренесансу. Площина фасаду вертикально поділена широкою лопаткою на дві нерівні частини. Фасад першого ярусу має білокам'яне мурування. Верхні яруси отиньковані. Основний акцент зроблено на арковому порталі входу, який знаходиться з правого боку. Над порталом розміщений балкон, який має ажурну огорожу. Огорожу підтримують масивні консолі, прикрашені різьбою. Зліва на другому поверсі містяться французькі балкони. Віконні прорізи скромно обрамлені, мають профільовані підвіконні карнизи. Інтер'єр є галерейно-секційним. У партері розташоване приміщення зального типу, що використовується як кафе-бар. Прохід через браму на головному фасаді веде до камерного подвір'я. З подвір'я є вхід на сходову клітку та до флігеля.
За архітектурним виглядом будинок є зразком забудови вулиці Вірменської, що сформувалася у XVIII—XIX ст.

## Галерея

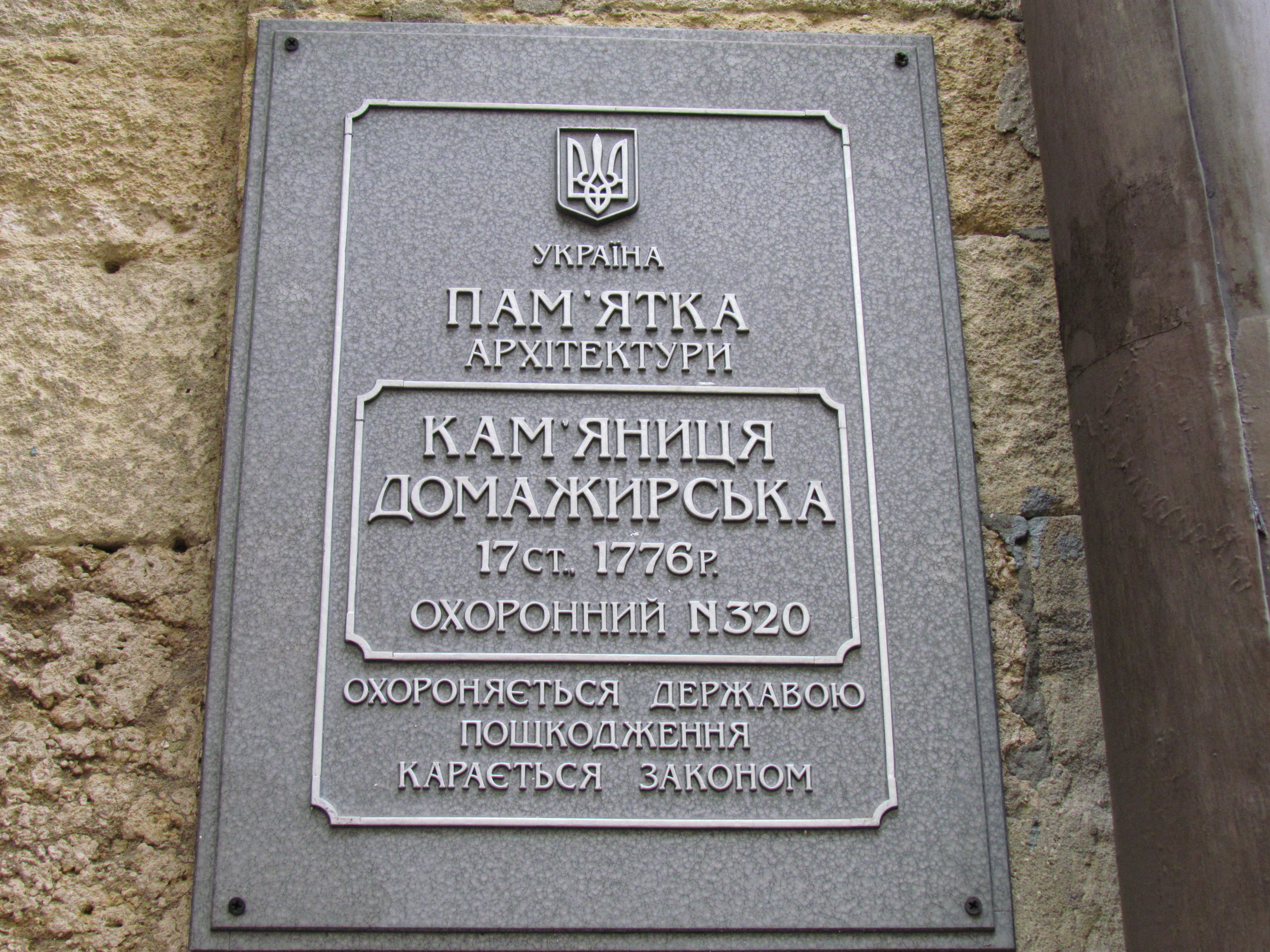
Охоронна табличка
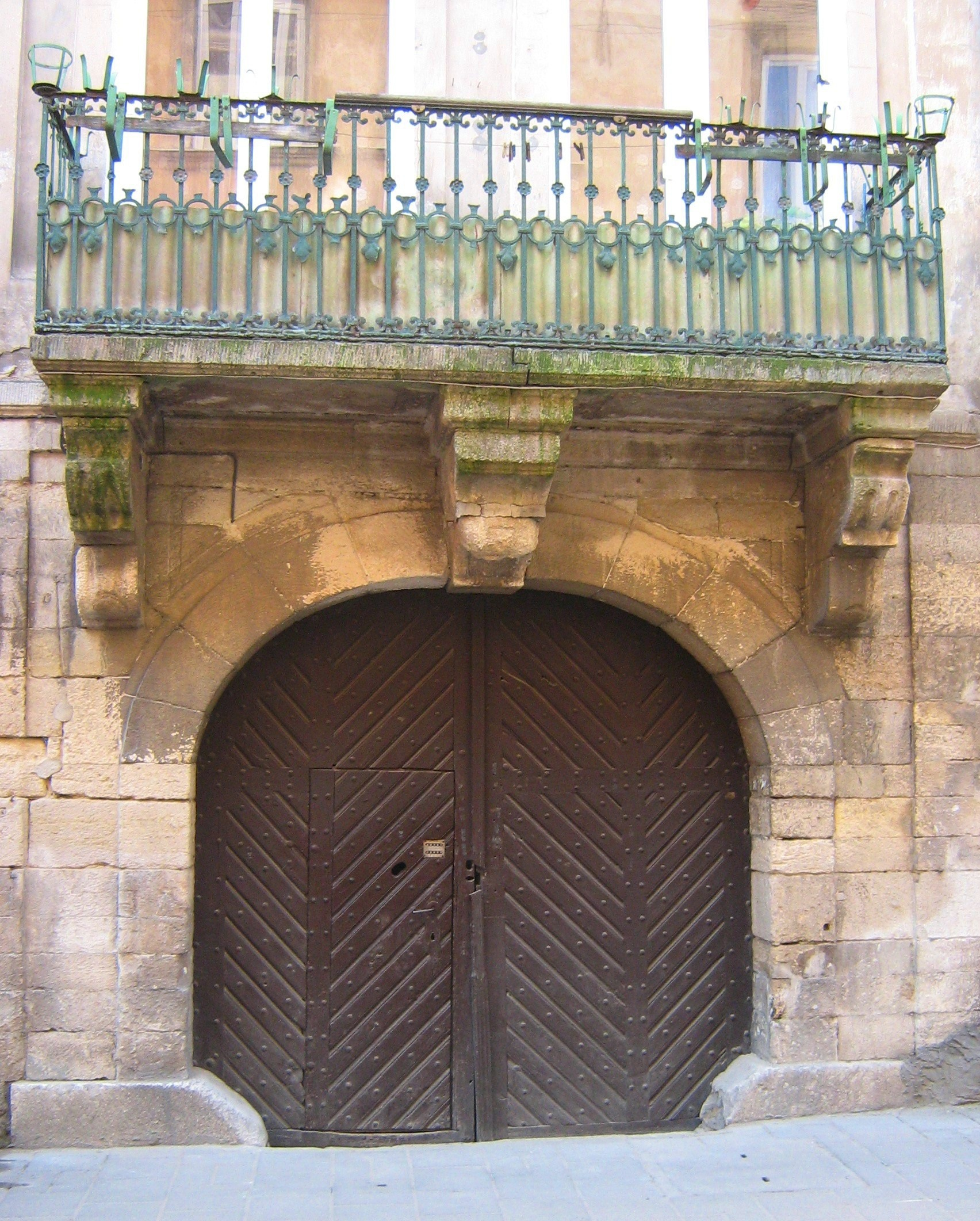
Портал
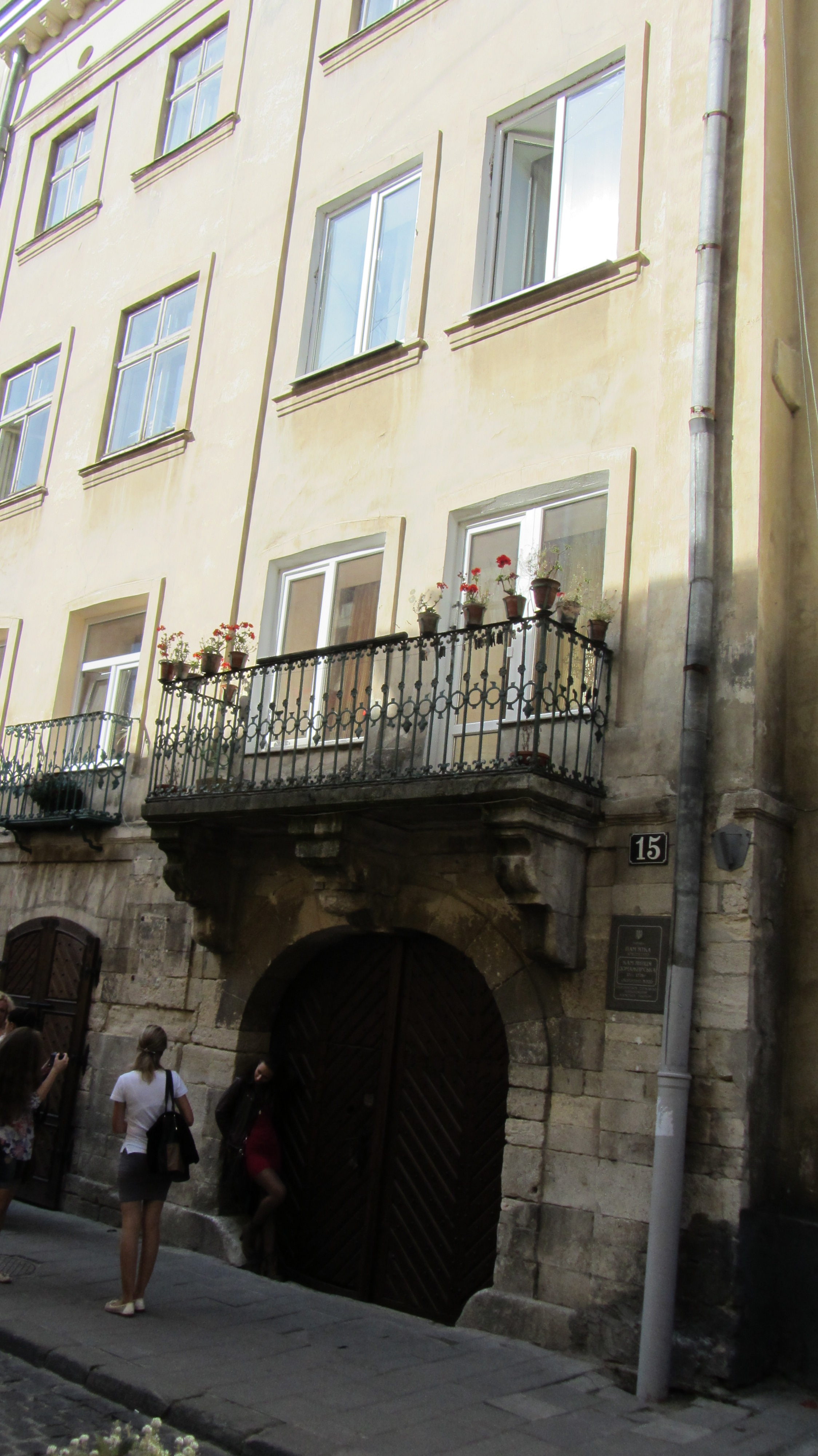
Один з балконів